# Lonchorhina
Lonchorhina là một chi động vật có vú trong họ Dơi mũi lá, bộ Dơi. Chi này được Tomes miêu tả năm 1863. Loài điển hình của chi này là Lonchorhina aurita Tomes, 1863.

## Hình ảnh

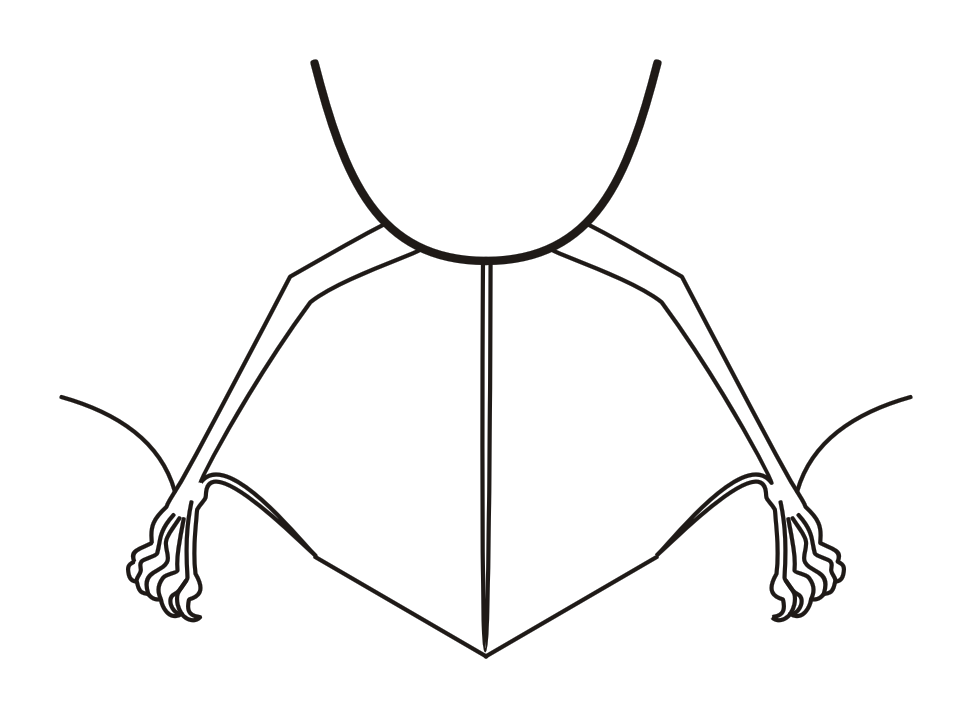

## Các loài
Chi này gồm các loài: